# Noatak River
Noatak River er en ca. 684 km lang flod der løber i det nordvestlige Alaska i USA. Den løber ud i Beringstrædet, vest for byen Noorvik, ikke langt fra hvor Kobuk løber ud lidt længere mod syd. Afvandingsområdet omfatter Noatak National Preserve, og er på 32.630 km². Noatak River-området er det største uforstyrrede afvandingsområde i USA
Ved floden ligger også dele af Gates of the Arctic National Park. Noatak River har sit udspring i bjergkæden Brooks Range i 1.267 meters højde, og løber vestover til byen Noatak, hvor den så svinger mod syd og ud i Kotzebue Sound ud til Beringstrædet. Der er godt laksefiskeri i floden.